# Gradey Dick
Gradey Reed Dick (Wichita, 20 de novembro de 2003) é um jogador norte-americano de basquete que atualmente joga pelo Toronto Raptors da National Basketball Association (NBA).
Ele jogou basquete universitário pelos Kansas Jayhawks e foi selecionado pelos Raptors como a 13º escolha geral no Draft da NBA de 2023.

## Carreira no ensino médio
Dick começou o ensino médio na Wichita Collegiate School em Wichita, Kansas, onde passou dois anos. Em seu último ano na escola, ele teve médias de 20 pontos enquanto chegava aos playoffs estaduais. Posteriormente, ele se transferiu para a Sunrise Christian Academy. Ele jogou dois anos pela escola e teve média de 18 pontos em seu último ano.
Em 22 de março de 2022, Dick foi nomeado o Jogador Nacional do Ano.

### Recrutamento
Ele recebeu ofertas de bolsas de estudo de basquete de Kansas, Iowa State e Baylor, entre outros, durante seus dois primeiros anos de ensino médio. Ele emergiu como um recruta de cinco estrelas durante seu período na Sunrise Christian Academy. Em 3 de março de 2021, ele se comprometeu a jogar basquete universitário por Kansas.
| Nome | Cidade Natal                                          | Escola                         | Altura             | Peso           | Data               |
| --- | ----------------------------------------------------- | ------------------------------ | ------------------ | -------------- | ------------------ |
| Gradey Dick SF | Wichita, KS                                           | Sunrise Christian Academy (KS) | 6 ft 7 in (2.01 m) | 195 lb (88 kg) | 3 de março de 2021 |
| Gradey Dick SF | Recrutamento: Rivals: 247Sports: ESPN: ESPN grade: 92 |                                |                    |                |                    |
| Rankings: Rivals: 28º \| 247Sports: 21º \| ESPN: 14º |                                                       |                                |                    |                |                    |
| - Nota: Em muitos casos, Scout, Rivals, 247Sports e ESPN podem entrar em conflito em suas listas de altura e peso, nestes casos, a média foi obtida. - Fonte: |                                                       |                                |                    |                |                    |

## Carreira universitária
Em sua estreia universitária, Dick acumulou 23 pontos, 2 rebotes, 2 roubos de bola e 1 assistência em uma vitória por 89-64 sobre Omaha. Ele foi nomeado para a Segunda Equipe da Big 12. Durante o torneio da NCAA de 2023, ele teve um bom desempenho, registrando 19 pontos, 11 rebotes, cinco assistências e três roubos de bola contra Howard. Como calouro, ele teve médias de 14,1 pontos, 5,1 rebotes e 1,7 assistências. Em 31 de março de 2023, Dick se declarou para o draft da NBA de 2023.

## Carreira profissional

### Toronto Raptors (2023–Presente)
O Toronto Raptors selecionaram Dick como a 13º escolha geral no draft da NBA de 2023. Ele fez sua estreia na Summer League de 2023 em 7 de julho contra o Chicago Bulls, registrando dez pontos, quatro rebotes e duas assistências em uma derrota por 83-74.
Em 23 de novembro de 2023, os Raptors designaram Dick para o Raptors 905 da G-League. Em seu primeiro jogo contra o Capital City Go-Go, Dick acertou apenas 1 de 12 arremessos, perdendo todos os seis arremessos de três pontos e cometendo três turnovers em uma derrota por 115-101. Dick se recuperou em 1º de dezembro de 2023 com uma forte performance vencedora contra o Maine Celtics. Ele acertou 7 de 14 arremessos e converteu 4 de 7 arremessos de três pontos em uma sólida performance de 21 pontos. Foi a primeira vitória do Raptors 905 na temporada.
Em 27 de março de 2024, durante uma derrota por 145-101 contra o New York Knicks, Dick marcou então um recorde pessoal de 23 pontos. Em 10 de abril de 2024, durante uma derrota por 106-102 contra o Brooklyn Nets, Dick estabeleceu um novo recorde pessoal com 24 pontos.
Em 26 de outubro de 2024, durante uma derrota por 112–101 contra o Minnesota Timberwolves, Dick marcou 25 pontos. Em 30 de outubro, ele marcou 30 pontos em uma derrota por 138-133 para o Charlotte Hornets. Em 1º de novembro, Dick marcou 31 pontos em uma derrota por 131-125 para o Los Angeles Lakers. Em 12 de novembro, ele marcou 32 pontos, o maior número de sua carreira, contra o Milwaukee Bucks.

## Carreira na seleção
Dick representou os Estados Unidos no Copa do Mundo de Basquetebol 3x3 Sub-18 em 2021 em Debrecen. Ele teve média de 3,2 pontos, ajudando sua equipe a conquistar a medalha de ouro.

## Estatísticas da carreira

### NBA

#### Temporada regular
| Ano     | Equipe  | PJ | PT | MPJ  | AP   | 3P   | LL   | RT  | AS  | BR | TO | PPJ |
| ------- | ------- | -- | -- | ---- | ---- | ---- | ---- | --- | --- | -- | -- | --- |
| 2023–24 | Toronto | 60 | 17 | 21.1 | .425 | .365 | .863 | 2.2 | 1.1 | .6 | -  | 8.5 |

### Universitário
| Ano     | Equipe | PJ | PT | MPJ  | AP   | 3P   | LL   | RT  | AS  | BR  | TO | PPJ  |
| ------- | ------ | -- | -- | ---- | ---- | ---- | ---- | --- | --- | --- | -- | ---- |
| 2022–23 | Kansas | 36 | 36 | 32.7 | .442 | .403 | .854 | 5.1 | 1.7 | 1.4 | .3 | 14.1 |

## Vida pessoal
Dick é cristão. Ele já afirmou: "Eu fui agraciado, felizmente, com todas essas bênçãos em minha vida, e isso é meio que minha mão, e estou tentando fazer o melhor que posso com isso e glorificar a Deus enquanto faço isso".
Em 17 de julho de 2023, Dick assinou um contrato de vários anos com a Adidas.